# Пёрдом, Уильям
Уильям Пёрдом (англ. William Purdom, 10 апреля 1880 — 7 ноября 1921) — английский путешественник и коллекционер растений. В 1909 году руководство дендрария Арнольда Гарвардского университета отправило Уильяма Пёрдома в экспедицию по северным провинциям Китая. Он коллекционировал образцы и фотографировал растения для дендрария Арнольда вдоль реки Хуанхэ в течение 1909—1911 годов. Он был назначен инспектором лесов в Китайском правительстве. Rhododendron purdomii был назван в его честь в дендрарии Арнольда.
В 1914 году Пёрдом вместе с Реджинальдом Фаррером провел экспедицию в Тибет и провинцию Ганьсу. Они нашли там много образцов растений, которые пополнили британские сады.